# Jos de Roo

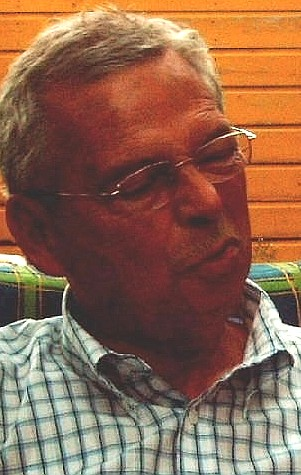
Jos de Roo

Benjamin Jos de Roo (Bad Liebenzell, 18 september 1942 - Ermelo, 8 april 2023) was een Nederlands literatuurcriticus, literatuurwetenschapper en surinamist.
De Roo studeerde voor onderwijzer, behaalde vervolgens zijn aktes M.O.-A ( 1969) en –B (1973) en zijn kandidaats Nederlandse taal- en letterkunde (1974). Hij werkte als onderwijzer in Dordrecht (1962–1968) en als leraar Nederlands in Waddinxveen (1968–1970), Paramaribo (1970–1973), op Curaçao (1973–1979) en in Amersfoort (1979–1983). In 1983 werd hij programmamaker bij de Caraïbische afdeling van Radio Nederland Wereldomroep, tot aan zijn pensionering in 2002.
Hij werkte verder als eindredacteur van de boekenpagina van de Amigoe di Curaçao (1975–1979), eindredacteur van het cultureel radioprogramma Studio Zes te Curaçao (1976–1979) en literair recensent voor het dagblad Trouw (1979–2005). Sinds 2003 is hij correspondent op Aruba voor Radio Nederland Wereldomroep.
De Roo publiceerde verschillende boeken over het Caraïbisch gebied en bouwde met zijn recensies over Antilliaanse en Surinaamse literatuur in Trouw een reputatie op van scherpzinnig scribent met een bijzonder oog voor het bijzondere karakter van de Caraïbische cultuur. Verder schreef hij tal van artikelen in tijdschriften als De Gids, Bzzlletin, Mutyama, Oso, en in bundels als Drie Curaçaose schrijvers in veelvoud: Boeli van Leeuwen, Tip Marugg, Frank Martinus Arion (1991), De horen en zijn echo (1994), Caraïbische cadens (1995), Aangaande Boeli (1997),  Tussenfiguren: schrijvers tussen de culturen (1998), Veranderend Curaçao (1999), A history of literature in the Caribbean (2001), Europa buitengaats: koloniale en postkoloniale literaturen in Europese talen (2002) en Wandelaar onder de palmen (2004).
Hij promoveerde in 2014 bij de leerstoel Nederlands-Caraïbische letteren (prof. Michiel van Kempen) aan de Universiteit van Amsterdam op het proefschrift Praatjes voor de West; de Wereldomroep en de Antilliaanse en Surinaamse literatuur 1947-1958.
De Roo was lid van de Maatschappij der Nederlandse Letterkunde.

## Publicaties in boekvorm
- De tijd zal het leren. Paramaribo: Instituut voor de Opleiding van Leraren, 1974. (over het werk van Bea Vianen)
- Curaçao: scenes and behind the scenes. Curaçao: Van Dorp-Eddine, 1979.
- Brieven aan een Koerantier, eerder verschenen in de Amigoe. Willemstad: De Curaçaosche Courant, [ca. 1977].
- Antilliaans literair logboek. Zutphen: De Walburg Pers, 1980.
- Oost en West en Nederland: episodes uit het leven van Hugo Pos. Haarlem: In de Knipscheer, 1986.
- [Met Albert Helman], Groot geld tegen klein geld: de voorgeschiedenis van Sticusa. Amsterdam: Stichting voor Culturele Samenwerking, [1988].
- [Met Wim Rutgers], Aruba: scenes & behind the scenes. Aruba: Van Dorp, 1988.
- Nederlandstalige Antilliaanse literatuur. Leiden: Coördinaat Minderheden Studies, Rijksuniversiteit Leiden, 1989.
- Ander geluid : Nederlandstalige literatuur uit Suriname. Leiden: Coördinaat Minderheden Studies, Rijksuniversiteit Leiden, 1990.
- Curaçao: een ontdekkingstocht. Zutphen: De Walburg Pers, 1991.
- Antilliaans proza: acht uittreksels van Antilliaanse prozawerken. Laren: Walvaboek, 1993.
- [Met Bernadette Heiligers], Vanuit de UNA gezien: waarnemingen bij 25 jaar Universiteit van de Nederlandse Antillen. Curaçao: Universiteit van de Nederlandse Antillen, 2005.
- Praatjes voor de West; de Wereldomroep en de Antilliaanse en Surinaamse literatuur 1947-1958 (proefschrift Universiteit van Amsterdam; handelseditie: Haarlem: In de Knipscheer, 2015).